# Posoqueria versicolor
Posoqueria versicolor là một loài thực vật có hoa trong họ Thiến thảo. Loài này được Lindl. miêu tả khoa học đầu tiên năm 1841.